# 오산리역
오산리역(Osan-ri station, 五山里驛)은 전라북도 익산시 오산면에 위치한 장항선의 철도역이었다.

## 역명 유래
오산이라는 이름은 오산면 내 주산(主山)인 오산(鰲山)에서 유래한 것인데, 이후 오(鰲)자가 오(五)로 바뀐 데에서 비롯되었다. 하지만 해방 후 역명 제정 과정 중 경부선 오산역과 이름이 겹쳐 오산리로 명명하였다.

## 연혁
- 1931년 6월 15일: 간이역으로 영업 개시[1]
- 1944년 6월 15일: 폐역[2]
- 1964년 9월 15일: 무배치간이역에서 배치간이역으로 승격 및 소화물 취급 지정[3]
- 1972년 7월 20일: 무배치간이역으로 격하[4]
- 1974년 4월 1일: 을종승차권대매소 지정
- 1990년 8월 1일: 을종승차권대매소 중지(차내취급)
- 2008년 1월 1일: 여객 취급 중지
- 2010년 12월: 역사 철거
- 2020년 8월 13일 : 익산 ~ 대야 구간 개량으로 인해 폐역[5]